# Sanctuary (serie de televisión)
Sanctuary (en España: Santuario) es una serie de televisión canadiense creada por Damian Kindler y protagonizada por Amanda Tapping, Robin Dunne, Emilie Ullerup y Christopher Heyerdahl.
La serie fue lanzada anteriormente como una serie de ocho cortos webisodios (episodios vía Internet) durante 2007 que despertaron un gran interés. Tras ello, Sci Fi Channel produjo una primera temporada de 13 episodios en 2008 que fue ampliada posteriormente a una segunda.
Esta serie de televisión ha sido pionera en la utilización de nuevas tecnologías para la creación de decorados y efectos visuales. También fue la primera serie en utilizar la cámara RED, dotada de un sistema digital que captura imágenes con una resolución cuatro veces mayor que la de una cámara de alta definición convencional.

## Sinopsis
Narra las aventuras de la Dra. Helen Magnus (Amanda Tapping) y su equipo de científicos que rastrean, estudian y protegen a las extrañas criaturas, a veces monstruosas, que pueblan secretamente nuestro planeta. En su aventura, cuenta con la ayuda de su pupilo Will Zimmerman (Robin Dunne) y de su intrépida, aunque algo temeraria, hija Ashley (Emilie Ullerup). Juntos se sumergirán en un mundo misterioso repleto de seres cuya existencia desafía a cualquier explicación.

## Personajes

### Principales
- Dra. Helen Magnus (Amanda Tapping): Científica en criptozoología de nacionalidad inglesa que tiene 157 años. Es directora de un santuario, donde peligrosos monstruos y extrañas criaturas (llamados en esta serie: anómalos), son acogidos y protegidos. Ha dedicado su vida a la investigación en el campo de la medicina de vanguardia y la ciencia. Es hija del más brillante y controvertido investigador médico de los últimos años, vivió su infancia en el secreto laboratorio de su padre, quien le enseñó las maravillas de su mundo, sabiendo que esas revelaciones podrían cambiarla para siempre.[4]
- Dr. Will Zimmerman (Robin Dunne): Joven y brillante psiquiatra forense con experiencia como detective al haber colaborado con el FBI, que fue reclutado por la Dra. Magnus para que le ayudase en su trabajo. Su primer contacto con seres anómalos se produce cuando unos de ellos mató a su madre, pero no le gusta usar armas.
- Ashley Magnus (Emilie Ullerup): Hija de la Dr. Magnus, experta luchadora y con vocación de cazadora de monstruos. Ha crecido en el santuario con su madre, y respeta el trabajo de su madre, aunque no siempre está de acuerdo con ella.
- John Druitt (Christopher Heyerdahl): Antiguo amor de la Dr. Magnus y padre de Ashley. Tiene el poder de teletransportarse instantáneamente a dónde desee, y posee un oscuro pasado (También conocido como Jack el Destripador).
- Henry Foss (Ryan Robbins): Científico y hábil informático del Santuario. Es también además un experto en armamento y defensa.
- Bigfoot (Christopher Heyerdahl): Fiel mayordomo de la Dr. Magnus. Aunque generalmente dócil, suele intimidar a los visitantes, por tener un aspecto de monstruo (Este actor compatibiliza, a veces, dos papeles distintos en el mismo capítulo).

### Secundarios
- Jonathan Young como Nikola Tesla.
- Peter Wingfield como James Watson.
- Christine Chatelain como Clara Griffin.
- Dan Payne como «Monstruo de la tele».
- Chuck Campbell como «El hombre de las dos caras».
- Cainan Wiebe como Alexei.
- Peter DeLuise como Ernie Watts.
- Laura Mennell como Caird.
- Miranda Frigon como Danu.
- Leah Cairns como Tatha.
- Kavan Smith como Detective Joe Kavanaugh.
- Jim Byrnes como Dr. Gregory Magnus.

### Personajes de los episodios web
- David Hewlett como Larry Tolson.
- Paul McGillion como Wexford.

## Emisión
Se estrenó en Internet el 14 de mayo de 2007, como una serie en Internet.
Posteriormente, Sci Fi Channel encargo 13 episodios para emitirlos en abierto durante otoño de 2008. La primera emisión en abierto fue el 13 de octubre de 2008.
La cuarta temporada fue la última al ser cancelada la serie por baja audiencia.

## Episodios de Sanctuary[4]
- Lista de webisodios de Sanctuary.[5]

### Primera temporada
| N.º  | N.º T | Título original            | Emisión en Canadá       |
| ---- | ----- | -------------------------- | ----------------------- |
| 1x01 | 1     | Sanctuary for All (Part 1) | 3 de octubre de 2008    |
| 1x02 | 2     | Sanctuary for All (Part 2) | 3 de octubre de 2008    |
| 1x03 | 3     | Fata Morgana               | 10 de octubre de 2008   |
| 1x04 | 4     | Folding Man                | 17 de octubre de 2008   |
| 1x05 | 5     | Kush                       | 24 de octubre de 2008   |
| 1x06 | 6     | Nubbins                    | 7 de noviembre de 2008  |
| 1x07 | 7     | The five                   | 14 de noviembre de 2008 |
| 1x08 | 8     | Edward                     | 21 de noviembre de 2008 |
| 1x09 | 9     | Requiem                    | 5 de diciembre de 2008  |
| 1x10 | 10    | Warriors                   | 12 de diciembre de 2008 |
| 1x11 | 11    | Instinct                   | 19 de diciembre de 2008 |
| 1x12 | 12    | Revelations (Part 1)       | 29 de diciembre de 2008 |
| 1x13 | 13    | Revelations (Part 2)       | 5 de enero de 2009      |

### Segunda temporada
| N.º  | N.º T | Título original       | Emisión en Canadá |
| ---- | ----- | --------------------- | ----------------- |
| 2x01 | 1     | End of Nights: Part 1 |                   |
| 2x02 | 2     | End of Nights: Part 2 |                   |
| 2x03 | 3     | Eulogy                |                   |
| 2x04 | 4     | Hero                  |                   |
| 2x05 | 5     | Pavor Nocturnus       |                   |
| 2x06 | 6     | Fragments             |                   |
| 2x07 | 7     | Veritas               |                   |
| 2x08 | 8     | Next Tuesday          |                   |
| 2x09 | 9     | Penance               |                   |
| 2x10 | 10    | Sleepers              |                   |
| 2x11 | 11    | Haunted               |                   |
| 2x12 | 12    | Kali: Part I          |                   |
| 2x13 | 13    | Kali: Part II         |                   |

### Tercera temporada
| N.º  | N.º T | Título original       | Emisión en Canadá |
| ---- | ----- | --------------------- | ----------------- |
| 3x01 | 1     | Kali: Part III        |                   |
| 3x02 | 2     | Firewall              |                   |
| 3x03 | 3     | Bank Job              |                   |
| 3x04 | 4     | Trail of Blood        |                   |
| 3x05 | 5     | Hero II: Broken Arrow |                   |
| 3x06 | 6     | Animus                |                   |
| 3x07 | 7     | Breach                |                   |
| 3x08 | 8     | For King and Country  |                   |
| 3x09 | 9     | Vigilante             |                   |
| 3x10 | 10    | Hollow Men            |                   |
| 3x11 | 11    | Pax Romana            |                   |
| 3x12 | 12    | Hangover              |                   |
| 3x13 | 13    | One Night             |                   |
| 3x14 | 14    | Metamorphosis         |                   |
| 3x15 | 15    | Wingman               |                   |
| 3x16 | 16    | Awakening             |                   |
| 3x17 | 17    | Normandy              |                   |
| 3x18 | 18    | Carentan              |                   |
| 3x19 | 19    | Out of the Blue       |                   |
| 3x20 | 20    | Into the Black        |                   |

### Cuarta temporada
| N.º  | N.º T | Título original                  | Emisión en Canadá |
| ---- | ----- | -------------------------------- | ----------------- |
| 4x01 | 1     | Tempus                           |                   |
| 4x02 | 2     | Levantamiento                    |                   |
| 4x03 | 3     | Intocable                        |                   |
| 4x04 | 4     | Monzón                           |                   |
| 4x05 | 5     | Resistencia                      |                   |
| 4x06 | 6     | Regreso a casa                   |                   |
| 4x07 | 7     | Rompehielos                      |                   |
| 4x08 | 8     | Fuga                             |                   |
| 4x09 | 9     | Quimera                          |                   |
| 4x10 | 10    | Acólito                          |                   |
| 4x11 | 11    | Las profundidades                |                   |
| 4x12 | 12    | Santuario para Ninguno: Parte I  |                   |
| 4x13 | 13    | Santuario para Ninguno: Parte II |                   |

## Lista de anómalos
- Lista de anómalos en Sanctuary

## Lista de tecnología de Sanctuary
- Tecnología de Sanctuary